# Saps in Chaps
Pour plus de détails, voir Fiche technique et Distribution.
Saps in Chaps est un court métrage d'animation de la série américaine Looney Tunes réalisé par Friz Freleng, produit par les Leon Schlesinger Studios et sorti en 1942.